# Grupo C (FIA)

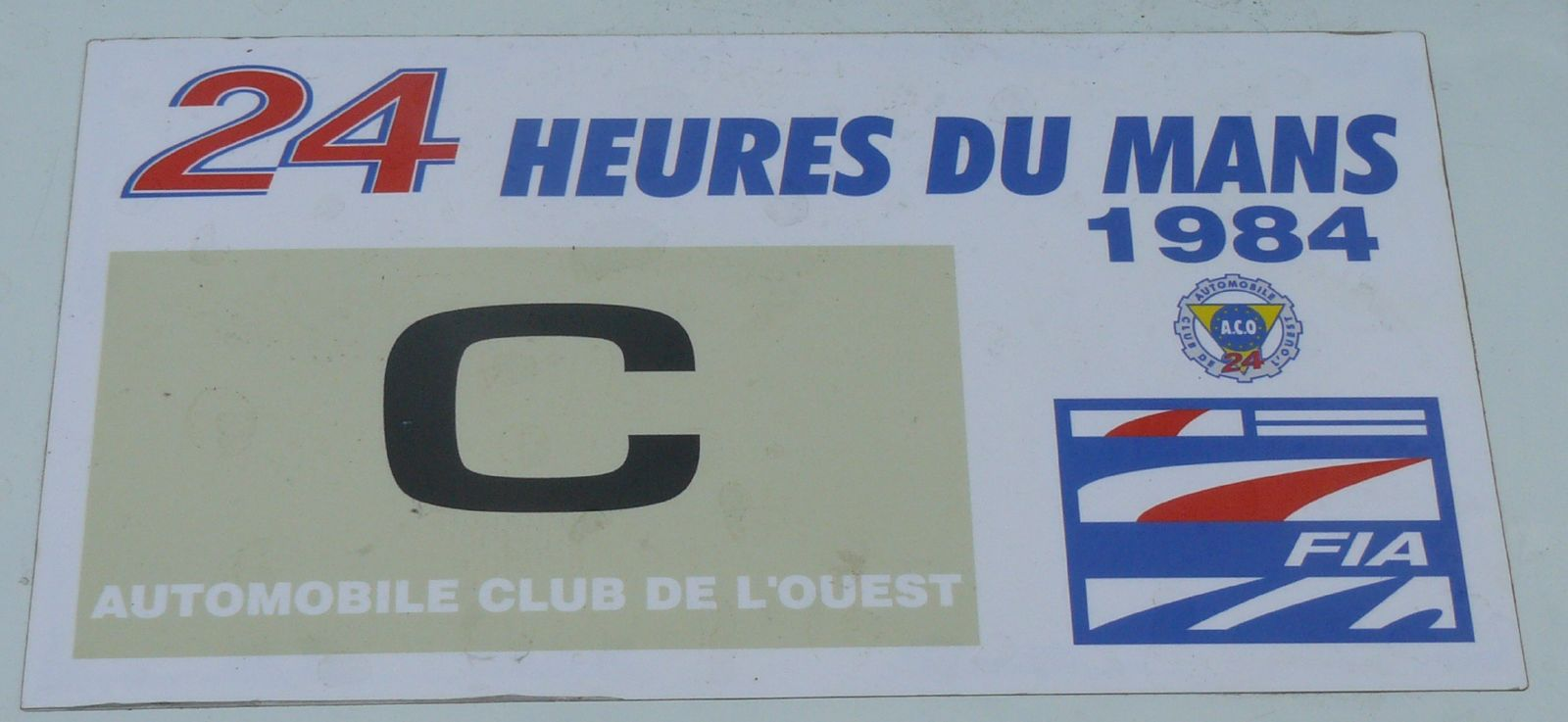
Adesivo de um carro do Grupo C, utilizado na 24 Horas de Le Mans 1984.

Grupo C é uma designação atribuída pela Federação Internacional do Automóvel (FIA) no seu International Sporting Code (ISC), que denota os automóveis que compreendiam os antigos Grupo 5 (protótipos de turismo fechados, como o Porsche 935) e o Grupo 6 (protótipos esportivos abertos, como o Porsche 936).
O Grupo C de automóveis foi usado nas seguintes competições da FIA:
- Campeonato Mundial de Resistência (1982–1985)
- Campeonato Mundial de Esporte-Protótipo (1986–1990)
- Campeonato Mundial de Carros Esportivos (1991–1992)
- Campeonato de Resistência Europeu (1983 apenas)

Ele foi usado para outras corridas em várias partes do mundo, e deixou de existir em 1993.[carece de fontes?]

## Ligações Externas
- FIA - ISC - 2014 (em inglês)